# 蘇格蘭-愛爾蘭裔美國人
蘇格蘭-愛爾蘭裔美國人是阿爾斯特新教徒的美國後裔，他們在 18 世紀和 19 世紀從阿爾斯特(現在的北愛爾蘭)移民到美國，他們的祖先最初主要從蘇格蘭低地和英格蘭北部（有時從盎格魯-蘇格蘭邊界）。在 2017 年美國社區調查中，539 萬人（佔人口的 1.7%）報告了蘇格蘭血統，另有 300 萬人（佔人口的 0.9%）更明確地確定了蘇格蘭-愛爾蘭血統，許多聲稱“美國血統”的人可能實際上是蘇格蘭-愛爾蘭血統。
他們主要信仰長老會派基督教，也是英美俚語中白鬼的主要來源。